# Alvadia
Alvadia es una freguesia portuguesa del concelho de Ribeira de Pena, con 33,79 km² de superficie y 220 habitantes (2001). Su densidad de población es de 6,5 hab/km².